# Жерм
Жерм (фр. Germ, окс. Gèrm) — коммуна во Франции, находится в регионе Юг — Пиренеи. Департамент — Верхние Пиренеи. Входит в состав кантона Бордер-Лурон. Округ коммуны — Баньер-де-Бигор.
Код INSEE коммуны — 65199.

## География

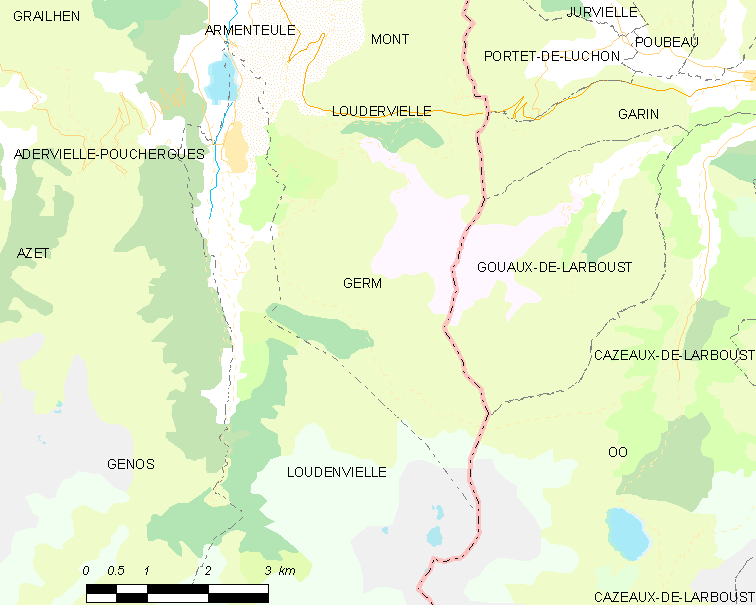
Карта коммуны

Коммуна расположена приблизительно в 690 км к югу от Парижа, в 125 км юго-западнее Тулузы, в 60 км к юго-востоку от Тарба.

## Климат
Климат умеренно-океанический с солнечной тёплой погодой и обильными осадками на протяжении практически всего года.

## Население
Население коммуны на 2010 год составляло 46 человек.
| 1962 | 1968 | 1975 | 1982 | 1990 | 1999 | 2010 |
| ---- | ---- | ---- | ---- | ---- | ---- | ---- |
| 41   | 44   | 44   | 42   | 31   | 27   | 46   |

## Администрация
| Период | Период | Фамилия     | Партия | Примечания |
| ------ | ------ | ----------- | ------ | ---------- |
| 2001   | 2020   | Франсуа Мюр |        |            |

## Экономика
В 2010 году среди 28 человек трудоспособного возраста (15-64 лет) 20 были экономически активными, 8 — неактивными (показатель активности — 71,4 %, в 1999 году было 84,2 %). Из 20 активных жителей работали 19 человек (12 мужчин и 7 женщин), безработной была 1 женщина. Среди 8 неактивных 2 человека были учениками или студентами, 5 — пенсионерами, 1 был неактивным по другим причинам.